# Бевар
Бевар (англ. Bewar, хинди बेवर) — город на севере Индии, в штате Уттар-Прадеш, в округе Майнпури.

## География
Находится к примерно в 280 км к юго-востоку от Дели, к югу от реки Кали, на высоте 151 метр над уровнем моря.

## Демография
По данным официальной переписи 2001 года численность населения города составляла 21 058 человек, из них 11 111 мужчин и 9947 женщин. Уровень грамотности населения города составляет 66 %, что выше, чем средний по стране показатель 59,5 %. Доля лиц в возрасте младше 6 лет — 16 %.

## Транспорт
Через город проходят национальные шоссе № 91 (Газиабад — Канпур) и № 92 (Бхонгаон — Гвалиор).